# Ulrichskirchen-Schleinbach
Ulrichskirchen-Schleinbach è un comune austriaco di 2 607 abitanti nel distretto di Mistelbach, in Bassa Austria; ha lo status di comune mercato (Marktgemeinde).